# Irmãs Discípulas de Jesus Eucarístico
As Irmãs Discípulas de Jesus Eucarístico são um instituto religioso feminino de direito pontifício: os membros desta congregação acrescentam ao seu nome a sigla D.G.E..

## História
A congregação foi fundada em 4 de outubro de 1923 em Tricarico por Raffaello Delle Nocche (1877-1960), bispo de Tricarico, com a ajuda de Linda Machina, que foi sua primeira superiora geral.
Foi canonicamente erigido em instituto de direito diocesano com decreto de 14 de agosto de 1927; obteve o decreto pontifício de louvor em 29 de maio de 1943 e as suas constituições foram aprovadas definitivamente pela Santa Sé em 23 de junho de 1952.

## Atividades e difusão
As Discípulas de Jesus Eucarístico trabalham em jardins de infância, centros de acolhimento e casas de repouso para idosos e deficientes: a sua espiritualidade está centrada no culto eucarístico.
Além da Itália, estão presentes no Brasil, na África (Moçambique, Ruanda) e na Ásia (Filipinas, Indonésia, Timor Leste, Vietnã): a sede geral fica na Via delle Sette Chiese em Roma.
Em 31 de dezembro de 2008, o instituto contava com 404 religiosas em 52 casas.